# Deuxième circonscription de la préfecture de Yamanashi
La deuxième circonscription de la préfecture de Yamanashi (山梨県第2区, Yamanashi-ken dai-ni-ku) est l'une des deux circonscriptions législatives que compte la préfecture de Yamanashi au Japon.

## Description géographique
Entre 1994 et 2013, la deuxième circonscription de la préfecture de Yamanashi comprenait les villes de Fujiyoshida, Tsuru et Ōtsuki et les districts de Higashiyatsushiro, Nishiyatsushiro, Minamitsuru et Kitatsuru.
Depuis 2013, elle regroupe les villes de Fujiyoshida, Tsuru, Yamanashi, Ōtsuki, Fuefuki, Uenohara et Kōshū et les districts de Minamitsuru et Kitatsuru,.

## Députés
| Législature | Début de mandat | Fin de mandat | Député élu              | Parti politique | Parti politique |
| ----------- | --------------- | ------------- | ----------------------- | --------------- | --------------- |
| 41e         | 1996            | 2000          | Mitsuo Horiuchi (ja)    |                 | PLD             |
| 42e         | 2000            | 2003          | Mitsuo Horiuchi (ja)    |                 | PLD             |
| 43e         | 2003            | 2005          | Mitsuo Horiuchi (ja)    |                 | PLD             |
| 44e         | 2005            | 2009          | Mitsuo Horiuchi (ja)    |                 | SE              |
| 45e         | 2009            | 2012          | Takehiro Sakaguchi (ja) |                 | PDJ             |
| 46e         | 2012            | 2014          | Kōtarō Nagasaki (ja)    |                 | SE              |
| 47e         | 2014            | 2017          | Kōtarō Nagasaki (ja)    |                 | SE              |
| 48e         | 2017            | 2021          | Noriko Horiuchi         |                 | PLD             |
| 49e         | 2021            | 2024          | Noriko Horiuchi         |                 | PLD             |
| 50e         | 2024            | -             | Noriko Horiuchi         |                 | PLD             |